# Идол (франшиза)
Идол или Суперстар (енгл. Idol или SuperStar) музички је такмичарски серијал. Први емитовани шоу је био британски Поп идол (2001).
У Србији је био емитован под називом „Идол“, а окупљао је још такмичаре из Црне Горе и Сјеверне Македоније. У Хрватској се приказивао под називом „Хрватски идол“ и „Хрватска тражи звијезду“, а под називом „Суперстар“ се још увек приказује.